# Obsjtina Batak
Obsjtina Batak (bulgariska: Община Батак) är en kommun i Bulgarien.   Den ligger i regionen Pazardzjik, i den sydvästra delen av landet, 120 km sydost om huvudstaden Sofia.
Obsjtina Batak delas in i:
- Nova machala
- Fotinovo

Följande samhällen finns i Obsjtina Batak:
- Batak

I omgivningarna runt Obsjtina Batak växer i huvudsak barrskog. Runt Obsjtina Batak är det glesbefolkat, med 11 invånare per kvadratkilometer.